# John Yudkin
John Yudkin (Londra, 8 agosto 1910 – Londra, 12 luglio 1995) è stato un biochimico, fisiologo e nutrizionista inglese, noto per i suoi studi sulla correlazione tra zuccheri e malattie cardiovascolari.

## Biografia
Si laureò in fisiologia e biochimica all'Università di Cambridge. Nel dopoguerra divenne professore di fisiologia e in seguito di nutrizione umana al Queen Elizabeth College. In disaccordo con le teorie di Ancel Keys, nel 1957 pubblicò i risultati delle sue ricerche che mettevano in correlazione le malattie cardiovascolari non con i grassi, specie saturi, ma con l'eccesso di zuccheri, in particolare con il fruttosio.
Yudkin è maggiormente noto per i libri This Slimming Business (1958) e Pure, White, and Deadly (1972, uscito in Italia con il titolo Puro, bianco ma nocivo) in cui riassumevano gli studi del suo team sulla dannosità degli zuccheri e si suggeriva una dieta a basso contenuto di carboidrati. Benché i suoi studi furono all'epoca denigrati, e nonostante nel corso degli anni ne siano stati segnalati alcuni punti deboli tra cui lo scarso peso dato a variabili come il fumo, le sue teorie sono state in anni recenti rivalutate e riprese da numerosi scienziati.